# Lycaena kozhantshikovi
Lycaena kozhantshikovi är en fjärilsart som beskrevs av Leo Andrejewitsch Sheljuzhko 1928. Lycaena kozhantshikovi ingår i släktet Lycaena och familjen juvelvingar. Inga underarter finns listade i Catalogue of Life.